# コノトープ (ミサイル艇)
U150 コノトープ(ウクライナ語:U150 Конотопコノトープ)は、ウクライナのミサイル艇(Ракетний катер)である。艇名は、中部ウクライナの都市名に因む。

## 艦暦

### 建造
U150 コノトープは、ソ連時代に206MR号計画「ヴィーフリ」型大型ミサイル艇の10番艇として建造された。建造時の名称はR-15(ロシア語:Р-15エール・ピトナーッツァチ)で、スレドネ＝ネーフスキイ造船工場で起工された。1981年10月23日には竣工し、クリミア自治共和国チェルノモールスコエに本拠を置く黒海艦隊第296ミサイル艇旅団第41ミサイル艇戦隊に配属された。

### ウクライナの独立
ソ連が崩壊すると、黒海艦隊に所属していた206MR型大型ミサイル艇の帰属はロシア海軍とウクライナ海軍の間で争われることになった。最終的に、黒海艦隊に所属していた艇のうち、206.6型に改修されたR-44を除く5 隻すべてがウクライナ海軍に譲渡されることで合意された。
この間、R-15はチョルノモールスコエよりセヴァストーポリへ移動し、ウクライナ海軍への編入を待った。2国間合意に基づき、R-15は1997年8月12日付けでロシア海軍を正式に除籍となり、晴れてウクライナ海軍へ編入された。艇名は、ウクライナの歴史的戦勝地でもある中部ウクライナの古い都市に因みU150 コノトープと名付けられた。

### ジョージアへの譲渡
1998年、ジョージア（グルジア）が新たに海軍を創設するに当たり、ウクライナはこれを全面的に支援した。その一環として、新生海軍の主力となるべく幾隻かの哨戒艇とともにミサイル艇がウクライナ海軍よりグルジアに譲渡された。譲渡艦艇の1隻に選ばれたのが、コノトープであった。1999年6月30日にウクライナ海軍を除籍されたコノトープはグルジア海軍に編入され、その名を302 トビリシ(グルジア語:302 თბილისი)と改めた。「トビリシ」は、ジョージアの首都名である。
ミサイル艇の譲渡に際し、ウクライナからは4基の艦対艦ミサイル発射機と13発のP-15M「テルミート」ミサイルも引き渡された。これにより、ミサイル艇の武装はすべてが使用可能状態に保たれた。譲渡後、トビリシはウクライナで修繕を受けた。

### 撃沈
トビリシは、その後もグルジア海軍に在籍していたが、2008年8月13日、南オセチア紛争の際にポティ港へ入ったロシア軍によって火を付けられ、破壊された。